# Jacob van Loo

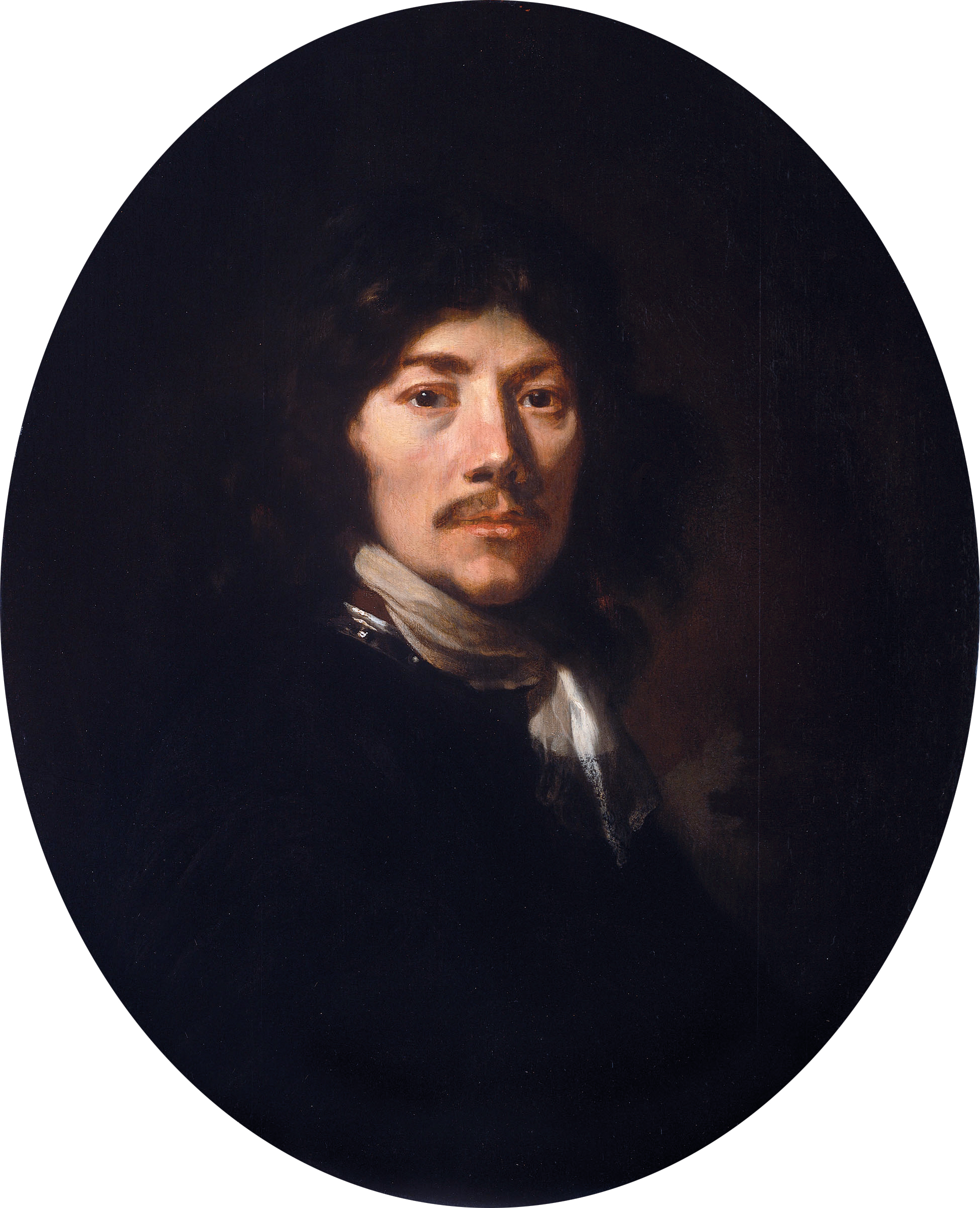
Zelfportret door Jacob van Loo, ca. 1660.

Jacob van Loo (Sluis, 1614 - Parijs, 26 november 1670) was een Nederlandse kunstschilder van historie- en genrestukken, en portretten. Hij maakte een bijzonder genre populair: een concert op een balkon of terras. Van Loo werkte met een subtiel kleurenpalet. Volgens Arnold Houbraken was hij beroemd vanwege zijn naakten.
Van Loo werd geboren in Zeeuws-Vlaanderen. Zijn vader zou notaris zijn geweest maar meestal wordt hij beschouwd als de zoon van de schilder Jan van Loo, die hem opleidde. (Omdat een groot deel van het stadsarchief in Sluis tijdens de Tweede Wereldoorlog is verwoest, is het onmogelijk meer details over zijn eerste jaren te achterhalen).
Van Loo is mogelijk beïnvloed door Thomas de Keyser en Jacob Adriaensz Backer, nadat hij naar Amsterdam was verhuisd; daar werkten tijdgenoten als Rembrandt, Ferdinand Bol en Bartholomeus van der Helst en verdienden aanzienlijke bedragen met het portretteren van de Amsterdamse elite. In 1643 trouwde hij met een zuster van de Haagse schilder Martinus Lengele (-1668); het echtpaar kreeg zes kinderen. Jacob van Loo woonde destijds op de Rozengracht, in de Jordaan en Eglon van der Neer werd een van zijn leerlingen.
In 1660 vluchtte Van Loo de stad uit, nadat hij iemand in z'n buik had gestoken, tijdens een gevecht in een herberg, buiten de Sint Antoniespoort, niet ver van of aan de Sint Antoniesdijk. Van Loo werd bij verstek ter dood veroordeeld en uit het gewest Holland en West-Friesland verbannen. Van Loo vestigde zich in Parijs, waar hij werd toegelaten tot de Académie royale de peinture et de sculpture. In 1663 kreeg Van Loo bezoek van Balthasar Coymans (1618-1690). Van Loo stierf in 1670.
Van Loo beïnvloedde Johannes Vermeer, met zijn Diana en haar Nimfen. Van Loo maakte portretten van Willem Frederik van Nassau-Dietz, Johan Huydecoper van Maarsseveen, zijn vrouw, zijn zuster Leonara Huydecoper, Jan J. Hinlopen, Lucretia Boudaen en Joan Ortt, de eigenaar van Kasteel Nijenrode.
Van Loo was de grondlegger van een Franse schildersfamilie. Louis Abraham van Loo was zijn zoon, Jean-Baptiste van Loo en Charles André van Loo zijn kleinkinderen.

Selectie
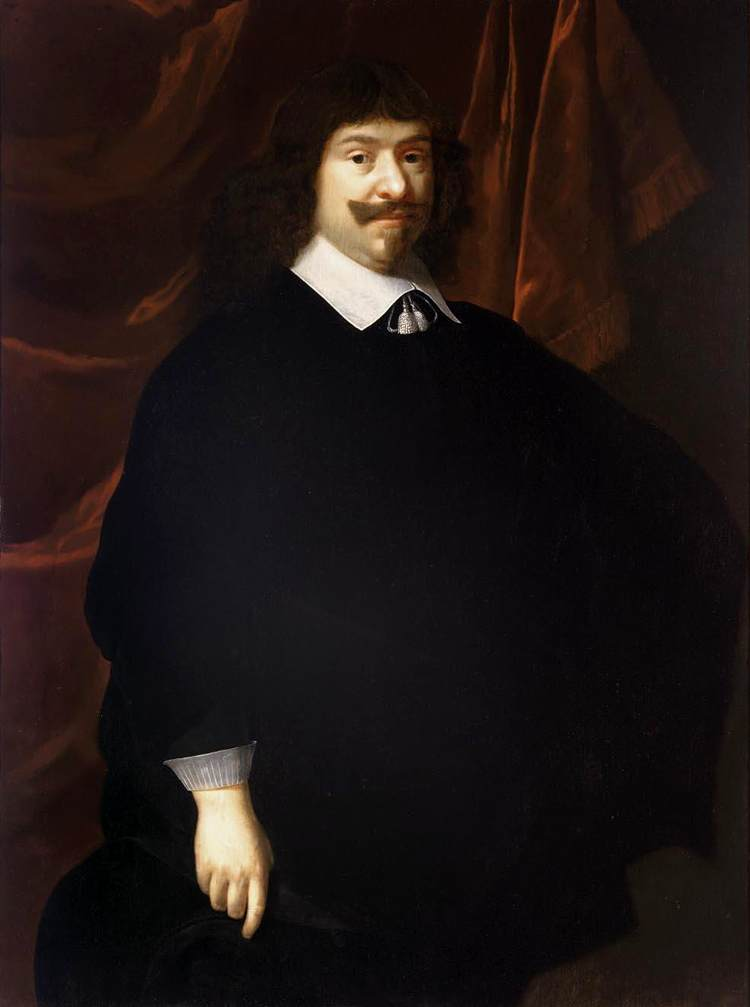
Portret van Joan Ortt
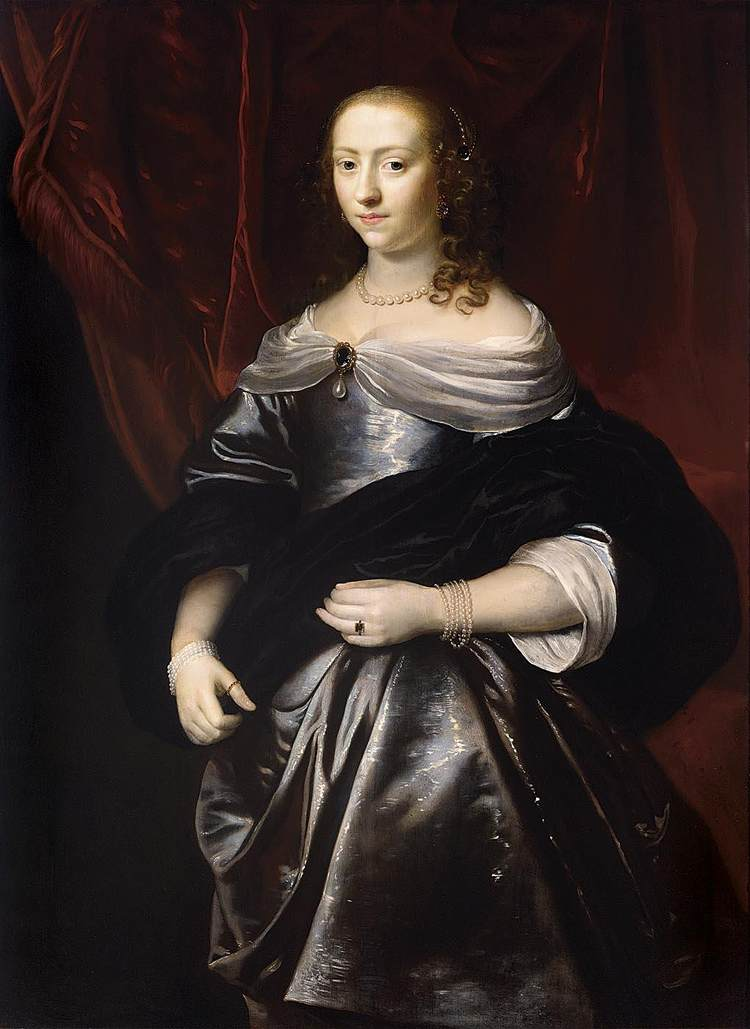
Portret van Lucreatia Boudaen
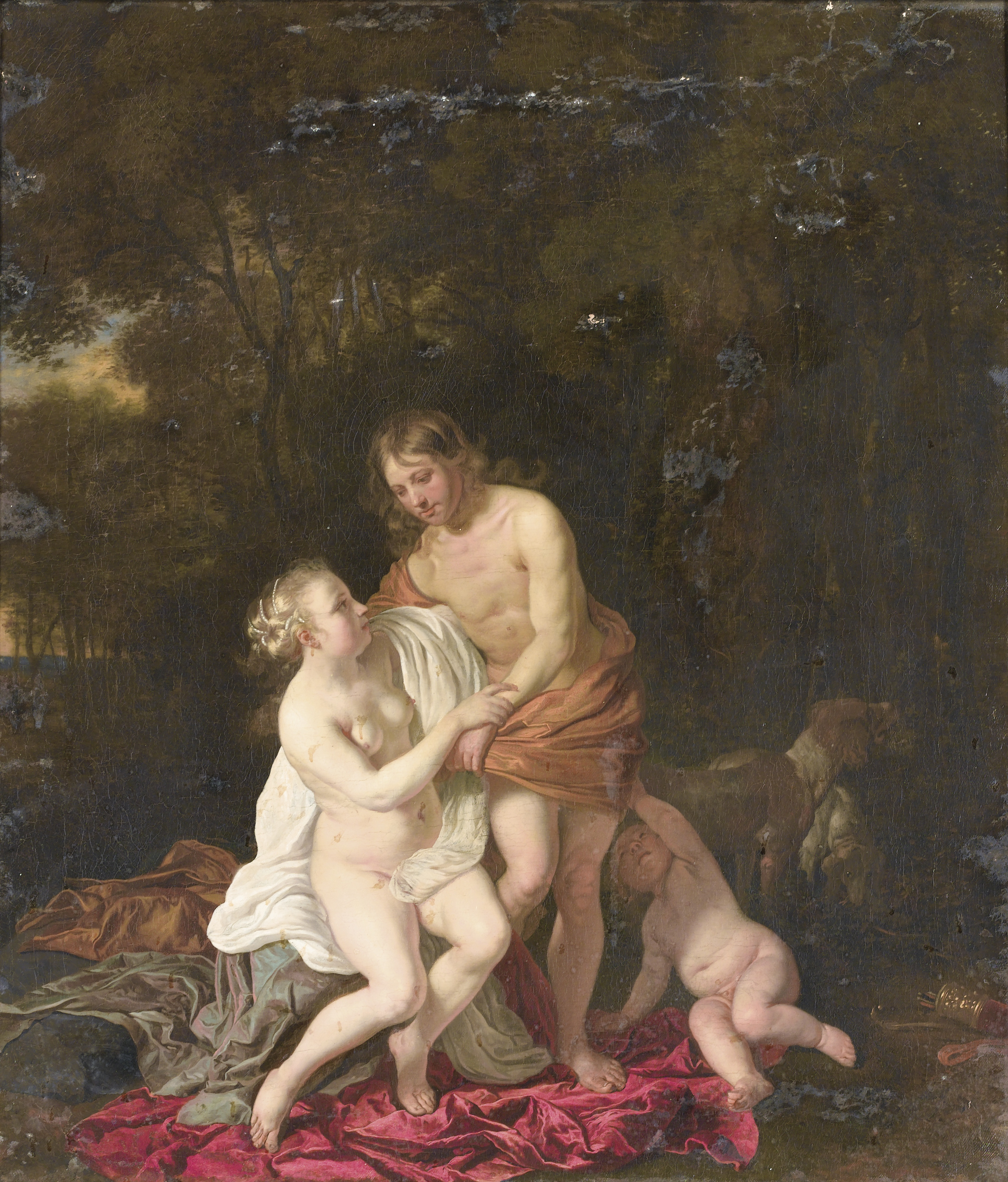
Venus en Adonis